# Верболози
Верболо́зи — село в Україні, у Глуховецькій громаді Хмільницького району Вінницької області. Населення становить 459 осіб.

## Історія
Відповідно до книги Антона Бюшинга, що написана на матеріалах перепису за 1775 рік, у Верболозах тоді налічувалось 25 димів, а селяни належали до категорії поміщицьких селян-данників.
Станом на 1885 рік у колишньому власницькому селі Білопільської волості Бердичівського повіту Київської губернії мешкало 620 осіб, налічувалось 90 дворових господарств, існували православна церква, школа та постоялий будинок.
За переписом 1897 року кількість мешканців зросла до 830 осіб (384 чоловічої статі та 446 — жіночої), з яких 822 — православної віри.
Під час проведеного радянською владою Голодомору 1932—1933 років помер щонайменше 221 житель села.

## Уродженці
- Крючков Віктор Леонідович (1992—2015) — молодший сержант Збройних сил України, учасник російсько-української війни.